# إدوارد نوغينت
إدوارد نوغينت (بالإنجليزية: Edward Nugent)‏ هو ممثل أمريكي، ولد في 7 فبراير 1904 بنيويورك في الولايات المتحدة، وتوفي في 3 يناير 1995 بسان أنطونيو في الولايات المتحدة.

## أعمال

### أفلام
- (1931) ممرضة ليلية
- (1933) شارع 42

## وصلات خارجية
- إدوارد نوغينت على موقع IMDb (الإنجليزية)
- إدوارد نوغينت على موقع ألو سيني (الفرنسية)
- إدوارد نوغينت على موقع أول موفي (الإنجليزية)
- إدوارد نوغينت على موقع قاعدة بيانات برودواي على الإنترنت (الإنجليزية)
- إدوارد نوغينت على موقع قاعدة بيانات الأفلام السويدية (السويدية)
- إدوارد نوغينت على موقع قاعدة بيانات الفيلم (الإنجليزية)
- إدوارد نوغينت على موقع كينوبويسك (الروسية)